# Алгоритм Берлекэмпа — Мэсси

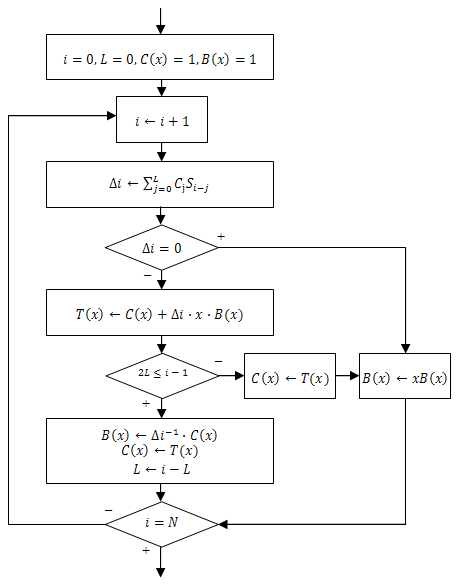
Общая схема алгоритма Берлекэмпа — Мэсси для последовательностей q-ичных алфавитов.

Алгоритм Берлекэмпа — Мэсси — алгоритм поиска кратчайшего регистра сдвига с линейной обратной связью для поданной на вход бинарной последовательности. Также алгоритм позволяет найти минимальный многочлен поданной на вход линейной рекуррентной последовательности над произвольным полем.
Алгоритм был открыт Элвином Берлекэмпом в 1968 году. Применение алгоритма к линейным кодам было найдено Джеймсом Мэсси в следующем году. Это стало ключом для практического применения кодов Рида — Соломона.

## Описание алгоритма
Алгоритм Б.М. — это альтернативный метод решения СЛАУ, который может быть описан так:
{\displaystyle S_{i+\nu }+\Lambda _{1}S_{i+\nu -1}+\cdots +\Lambda _{\nu -1}S_{i+1}+\Lambda _{\nu }S_{i}=0.}
В примерах кода ниже, C(x) представляет Λ(x). Локатор ошибки C(x) для L ошибок определён как:
{\displaystyle C(x)=C_{L}\ x^{L}+C_{L-1}\ x^{L-1}+\cdots +C_{2}\ x^{2}+C_{1}\ x+1}
или задом наперёд:
{\displaystyle C(x)=1+C_{1}\ x+C_{2}\ x^{2}+\cdots +C_{L-1}\ x^{L-1}+C_{L}\ x^{L}.}
Цель алгоритма — определить минимальное L и соответствующее ему C(x), которое даёт во всём синдроме ошибки
{\displaystyle S_{n}+C_{1}\ S_{n-1}+\cdots +C_{L}\ S_{n-L}}
в итоге ноль:
{\displaystyle S_{n}+C_{1}\ S_{n-1}+\cdots +C_{L}\ S_{n-L}=0,\qquad L\leq n\leq N-1.}
Алгоритм:
C(x) инициализирован величиной 1, L обозначает текущее количество найденных ошибок на данный момент, и инициализирован нулём. N — общее количество элементов синдрома ошибки. n — главный счётчик, он же индекс элементов синдрома от 0 до (N-1). B(x) — копия последнего C(x) на момент обновления L, и инициализируется 1. b — копия последнего расхождения d (см.ниже) опять же, на момент обновления L и инициализируется 1. m — номер итераций, прошедших с обновления L, B(x), and b и тоже инициализирован единицей.
На каждой итерации вычисляется расхождение d. На k-й итерации оно будет:
{\displaystyle d=S_{k}+C_{1}\ S_{k-1}+\cdots +C_{L}\ S_{k-L}.}
Если d равно нулю, это значит C(x) и L на данный момент верны, достаточно инкрементировать m и продолжить итерации.
Если d ненулевое, алгоритм поправляет C(x) так, чтобы его обнулить d:
{\displaystyle C(x)=C(x)\ -\ (d/b)\ x^{m}\ B(x).}
Умножение на xm — это, по сути, сдвиг коэффициентов B(x) на m, т. е. каждый коэффициент занимает место на m более старшего, чтобы соответствовать синдрому для b. Если в последний раз L обновляли на итерации j (а сейчас у нас k-я итерация), то m = k - j, а пересчитанное расхождение имеет вид:
{\displaystyle d=S_{k}+C_{1}\ S_{k-1}+\cdots -(d/b)(S_{j}+B_{1}\ S_{j-1}+\cdots ).}
То есть, подставляя, увидим, что оно обращается в нуль:
{\displaystyle d=d-(d/b)b=d-d=0.\ }
Также величину L (число найденных ошибок) иногда надо поправлять. Если L равно действительному числу ошибочных символов, то по ходу итераций расхождения обнулятся раньше, чем n станет более или равно (2 L). В противном случае L обновляется и алгоритм обновляет B(x), b, само L (увеличивается), а m сбрасывается в 1. Выражение L = (n + 1 - L) ограничивает L до количества доступных элементов синдрома, использованных для вычисления расхождений, и заодно решает задачу увеличения L более чем на единицу.

## Пример кода
Алгоритм из Massey (1969, p. 124):
```
  
polynomial
(
field
 
K
)
 
s
(
x
)
 
=
 
...
 
/* coeffs are s_j; output sequence as N-1 degree polynomial) */

  
/* connection polynomial */

  
polynomial
(
field
 
K
)
 
C
(
x
)
 
=
 
1
;
  
/* coeffs are c_j */

  
polynomial
(
field
 
K
)
 
B
(
x
)
 
=
 
1
;

  
int
 
L
 
=
 
0
;

  
int
 
m
 
=
 
1
;

  
field
 
K
 
b
 
=
 
1
;

  
int
 
n
;

  
/* steps 2. and 6. */

  
for
 
(
n
 
=
 
0
;
 
n
 
<
 
N
;
 
n
++
)

    
{

      
/* step 2. calculate discrepancy */

      
field
 
K
 
d
 
=
 
s_n
 
+
 
\
Sigma_
{
i
=
1
}
^
L
 
c_i
 
*
 
s_
{
n
-
i
};

      
if
 
(
d
 
==
 
0
)

        
{

          
/* step 3. discrepancy is zero; annihilation continues */

          
m
 
=
 
m
 
+
 
1
;

        
}

      
else
 
if
 
(
2
 
*
 
L
 
<=
 
n
)

        
{

          
/* step 5. */

          
/* temporary copy of C(x) */

          
polynomial
(
field
 
K
)
 
T
(
x
)
 
=
 
C
(
x
);

          
C
(
x
)
 
=
 
C
(
x
)
 
-
 
d
 
b
^
{
-1
}
 
x
^
m
 
B
(
x
);

          
L
 
=
 
n
 
+
 
1
 
-
 
L
;

          
B
(
x
)
 
=
 
T
(
x
);

          
b
 
=
 
d
;

          
m
 
=
 
1
;

        
}

      
else

        
{

          
/* step 4. */

          
C
(
x
)
 
=
 
C
(
x
)
 
-
 
d
 
b
^
{
-1
}
 
x
^
m
 
B
(
x
);

          
m
 
=
 
m
 
+
 
1
;

        
}

    
}

  
return
 
L
;

```

## Алгоритм для двоичных последовательностей
- Задать требуемую последовательность битов {\displaystyle s_{0},s_{1},...,s_{n-1}}.
- Создать массивы {\displaystyle b}, {\displaystyle t}, {\displaystyle c} длины {\displaystyle n}, задать начальные значения {\displaystyle b_{0}\leftarrow 1}, {\displaystyle c_{0}\leftarrow 1}, {\displaystyle N\leftarrow 0}, {\displaystyle L\leftarrow 0}, {\displaystyle m\leftarrow -1}.
- Пока {\displaystyle N<n}:
  1. Вычислить {\displaystyle d\leftarrow s_{N}\oplus c_{1}s_{N-1}\oplus c_{2}s_{N-2}\oplus ...\oplus c_{L}s_{N-L}}.
  2. Если {\displaystyle d=0}, то текущая функция генерирует выбранный участок {\displaystyle s_{N-L},s_{N-L+1},...,s_{N}} последовательности; оставить функцию прежней.
  3. Если {\displaystyle d\not =0}:
    - Сохранить копию массива {\displaystyle c} в {\displaystyle t}.
    - Вычислить новые значения {\displaystyle c_{N-m}\leftarrow c_{N-m}\oplus b_{0},c_{N-m+1}\leftarrow c_{N-m+1}\oplus b_{1},...,c_{n-1}\leftarrow c_{n-1}\oplus b_{n-N+m-1}}.
    - Если {\displaystyle 2L\leqslant N}, установить значения {\displaystyle L\leftarrow N+1-L}, {\displaystyle m\leftarrow N} и скопировать {\displaystyle t} в {\displaystyle b}.

  4. {\displaystyle N\leftarrow N+1}.
- В результате массив {\displaystyle c} — функция обратной связи, то есть {\displaystyle c_{L}s_{i}\oplus c_{L-1}s_{i+1}\oplus c_{L-2}s_{i+2}\oplus ...\oplus c_{0}s_{i+L}=0} для любых {\displaystyle i}.

## Реализация
- Online Implementation of Reed-Sloane and Berlekamp-Massey Over GF(P) Algorithms (недоступная ссылка) on SignalsLab
- GF(2) implementation in Mathematica (англ.)